# Martin John Rees
Sir Martin John Rees, baron Rees Lodlowski [mártin džón rís, barón rís lódlovski], OM, Kt, PRS, angleški astrofizik, astronom in kozmolog, * 23. junij 1942, York, Anglija.
Martin Rees je od leta 1995 petnajsti kraljevi astronom, od leta 2004 predstojnik Kolidža Trinity v Cambridgeu. 1. decembra 2005 so ga izvolili za predsednika Kraljeve družbe, kar je bil do leta 2010.

## Življenje in delo
Študiral je na Shrewsbury School in leta 1963 diplomiral iz matematike na Kolidžu Trinity. Izpopolnjeval se je v ZDA in bil nato profesor na Univerzi Sussexa. Doktoriral je leta 1967. Vrnil se na Univerzo v Cambridgeu, kjer je od leta 1971 do leta 1991 kot Plumeov profesor za astronomijo nasledil Freda Hoylea in bil tudi predstojnik tamkajšnjega znanega Astronomskega inštituta (IoA). Med letoma 1992 in 2003 je bil raziskovalni profesor Kraljeve družbe in od leta 2003 profesor kozmologije in astrofizike. V letu 1975 je bil profesor astronomije na Greshamovem kolidžu v Londonu, leta 1979 pa je postal član Kraljeve družbe. Je gostujoči profesor na Imperialnem kolidžu v Londonu in na Univerzi v Leicestru.
Objavil je prek 500 raziskovalnih člankov. Veliko je prispeval k razumevanju izvora kozmičnega mikrovalovnega prasevanja ozdaja, tvorjenja in združevanja galaksij. Njegovo raziskovanje porazdelitve kvazarjev je močno omajalo teorijo mirujočega stanja. Med prvimi je predlagal, da velikanske črne luknje napajajo kvazarje. Velja tudi za priznanega popularizatorja astronomije in znanosti v splošnem.
25. marca 2005 so objavili predlog njegovega imenovanja za predsednika Kraljeve družbe, narodne akademije znanosti Združenega kraljestva. 6. septembra 2005 so ga povzdignili v barona.

## Priznanja

### Nagrade
- Heinemanova nagrada za astrofiziko (1984)
- zlata medalja Kraljeve astronomske družbe (RAS) (1987)
- medalja Karla Schwarzschilda Nemškega astronomskega društvs (AG) (1989)
- viteški red (1992)
- medalja Bruceove (1993)
- nagrada Bruna Rossija (2000)
- Gruberjeva nagrada za kozmologijo (2001)
- lektorat Henryja Norrisa Russlla Ameriškega astronomskega društva (AAS) (2004)
- nagrada Michaela Faradayja Kraljeve družbe za znanstveno občevanje (2004)
- Crafoordova nagrada skupaj z Jamesom Gunnom in Jamesom Peeblesom (2005)

### Poimenovanja
Po njem se imenuje Amorski asteroid 4587 Rees.